# 高德利
高德利（1958年4月16日—），山东省禹城市人，中华人民共和国科学家、中国科学院院士。
1982年，毕业于华东石油学院开发系，1984年，获得西南石油学院矿场机械硕士学位，1990年获得中国石油大学油气井工程专业工学博士。1993年，晋升为石油大学石油工程教授、系主任。2008年，任油气资源与探测国家重点实验室学术委员。2013年，当选中国科学院院士。